# Shane Lowry (Golfspieler)
Shane Lowry (* 2. April 1987 in Clara) ist ein irischer Berufsgolfer. Mit dem Gewinn der Open Championship 2019 konnte er sein erstes Major-Turnier für sich entscheiden.

## Karriere
Mit Irland gewann er 2007 und 2008 die Europäische Amateur-Team-Meisterschaft. Im Mai 2009, weiterhin als Amateur, gelang ihm der Gewinn der Irish Open auf der European Tour. Dabei schlug er Robert Rock am dritten Extraloch in den Playoffs. Eine Woche nach dem Gewinn wurde er Profi und entschied sich somit gegen den Walker Cup im September des Jahres.
Zu Beginn tat er sich schwer auf der Tour konnte aber bei den Open de France erstmals den Cut schaffen. Seine erste Qualifikation für ein Major gelang ihm 2010 für die Open Championship in St Andrews, wobei er den Cut schaffte. Seinen ersten Sieg als Profi feierte er 2012 bei den Portugal Masters.
Bei den BMW PGA Championship 2014 konnte er hinter Rory McIlroy den zweiten Platz belegen. Seinen ersten Titel in den USA konnte er mit den WGC-Bridgestone Invitational 2015 erringen, als er zwei Schläge vor Bubba Watson abschloss. Bei den U.S. Open konnte er einen Vorsprung von vier Schlägen nicht ins Ziel retten und musste sich hinter Dustin Johnson auf den geteilten zweiten Platz einreihen.
Es dauerte bis zum Januar 2019, bis er wieder einen Titel für sich gewinnen konnte und die Abu Dhabi HSBC Championship mit einem Schlag Vorsprung für sich entschied. Seinen ersten Major-Sieg gelang ihm im Juli 2019 bei den Open Championship in Royal Portrush als er mit sechs Schlägen Vorsprung vor Tommy Fleetwood ins Ziel kam. 2021 war der geteilte vierte Platz bei den PGA Championship sein bestes Ergebnis bei diesem Major. Im Juni 2021 wurde er zusammen mit McIlroy für Irland für die Olympischen Spiele 2020 nominiert.

## Resultate bei Major Championships
| Tournament        | 2010 | 2011 | 2012 | 2013 | 2014 | 2015 | 2016 | 2017 | 2018 |
| ----------------- | ---- | ---- | ---- | ---- | ---- | ---- | ---- | ---- | ---- |
| Masters           | DNP  | DNP  | DNP  | DNP  | DNP  | CUT  | T39  | CUT  | DNP  |
| PGA Championship  | DNP  | CUT  | DNP  | DNP  | CUT  | T9   | T2   | T46  | CUT  |
| US Open           | T37  | DNP  | DNP  | T32  | T9   | CUT  | CUT  | CUT  | CUT  |
| Open Championship | CUT  | DNP  | DNP  | T57  | T46  | CUT  | CUT  | T48  | T12  |

| Tournament        | 2019 | 2020 | 2021 | 2022 | 2023 | 2024 | 2025 |
| ----------------- | ---- | ---- | ---- | ---- | ---- | ---- | ---- |
| Masters           | CUT  | T25  | T21  | T3   | T16  | T43  | T42  |
| PGA Championship  | T8   | T66  | T4   | T23  | T12  | T6   | CUT  |
| US Open           | T28  | T43  | T65  | CUT  | T20  | T19  | CUT  |
| Open Championship | 1    | NT   | T12  | T21  | CUT  | 6    | T40  |

DNP = nicht teilgenommen

CUT = Cut nicht geschafft

"T" = geteilte Platzierung

NT = Kein Turnier aufgrund COVID-19-Pandemie

Grüner Hintergrund für Siege

Gelber Hintergrund für Top 10